# 黒の剣

## 概要
『黒の剣-Blade of The Darkness 』は、1995年2月28日にフォレストが開発・発売した2Dフィールドマップ形式のRPGである。
戦闘シーンではキャラクターがアクションを起こすたびにアニメーションする。 
移植にあたり開発・販売会社が都度変更している。
1997年にPlayStationに移植された際にサウンド、グラフィック等がリニューアルし、
主要キャラクターの声に声優が起用された。
プロモーション用に岩男潤子、子安武人、折笠愛のトークが収録されたキャラクターボイススペシャル・ビデオトーク（VHS）非売品がある。
2011年10月12日にPlayStation Storのゲームアーカイブスで配信が開始された。

### 主な登場キャラクター
声優名はPlayStation版。
シノブ・リュード
声：岩男潤子
黒い髪、黒い瞳の異国の一族の少女。呪符魔術を使う。
背中に背負った「黒の剣」の継承者にふさわしい剣士を探している。
カイエス・ナインターク
声：子安武人
修行中の旅の剣士。剣技の使い手。呪い師の魔鏡に導かれシノブの後を追う
エニス
声：折笠愛
髪の毛の色から「赤いエニス」と呼ばれる盗賊。
ゼフュードル
声：梁田清之
用心棒をなりわいとする剣士。カイエスと同様の剣技を使う。
リール・レッドエリン
声：長沢美樹
遺跡発掘チームのリーダーをつとめる天才少女。
ヴィイ
黒竜の三使徒
ルルス
黒竜の三使徒
ガルサ
声：川上とも子
黒竜の三使徒
ゴードン
声：古田信幸
妣虎
声：紗ゆり
クライツェンの遺跡の中から発見された少女。シノブと同じ黒い髪、黒い瞳をしている。
ナレーション
銀河万丈

## スタッフ
- ゲームデザイン／キャラクターデザイン：大崎 直樹
- メインプログラム：益子 英樹
- シナリオ：西連寺 十郎（藤木隻）
- マップデザイン/イベントグラフィック/戦闘グラフィック：岡部 功
- CGエディット：笠井 伸益・遠藤泰範・（有）オーツー
- プログラム／戦闘アニメーション：関 隆
- プログラム/戦闘アルゴリズム：大田原 和弘
- プログラム/メニューシステム：山田 好一
- 音楽：CH1
- 効果音：土市嘉史
- テストプレイ：広瀬美香・塩原愛子・Bog・紀室光世
- 協力：せごやん・下田芳裕
- パッケージイラストレーション：結城信輝